# Adrian Mariappa
Adrian Joseph Mariappa, född 3 oktober 1986, är en engelskfödd jamaicansk fotbollsspelare (försvarare) som spelar för Burton Albion. Han har tidigare spelat för Macarthur FC, Bristol City, Crystal Palace, Reading och Watford.

## Karriär
Den 29 november 2021 värvades Mariappa av A-League Men-klubben Macarthur FC. Den 7 oktober 2022 värvades han av League One-klubben Burton Albion.